# Luth-clavecin

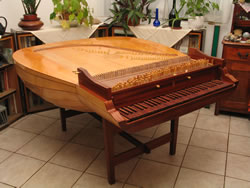
Luth-clavecin ou lautenwerck

Le luth-clavecin se distingue du clavecin classique d'abord par ses cordes : alors que les clavecins utilisent des cordes métalliques, le luth-clavecin est équipé de cordes en boyau, au moins pour le registre de base. Ses autres caractéristiques dérivent du choix du matériau utilisé pour les cordes et des propriétés musicales inhérentes aux cordes en boyau pincées.
Pas un seul luth-clavecin ne nous est parvenu ; nous ne disposons que de descriptions écrites. La plupart de ce que nous savons sur les luths-clavecins dans l'Allemagne du milieu du XVIIIe siècle nous vient de l'entourage de Johann Sebastian Bach. Johann Friedrich Agricola, élève de Bach et figure importante de la musique de la cour de Berlin, raconte avoir vu et entendu un luth-clavecin conçu par Bach et réalisé par Zacharias Hildebrandt : l'instrument était plus petit que le clavecin ordinaire mais identique à n'importe quel autre clavecin pour tout le reste. Il avait deux séries de cordes en boyau et une série en laiton dite octave courte. Il sonnait plus comme un théorbe que comme un luth. Mais lorsque le jeu qui est appelé « jeu de luth » sur les clavecins était utilisé avec le jeu de cornet, même les luthistes professionnels s'y seraient trompés.
Jakob Adlung, dans son Anleitung zu der musikalischen Gelahrtheit (Instructions pour un savoir musical, 1758) décrit une quantité d'instruments à clavier inhabituels, tels que le Harfenclavier, le Pandoret ou le Xylorganum (un xylophone du XVIIIe siècle). Dans sa dissertation sur le luth-clavecin, il affirme que « les sons flatteurs du luth que l'on peut entendre dans le luth-clavecin, équipé de cordes en boyau […] sont obtenus grâce à un, deux ou trois claviers. Le son est produit par des sautereaux et des plectres, comme dans un clavecin ». Les remarques plus détaillées d'Adlung dans son ouvrage Musica mechanica ordanoedi compensent jusqu'à un certain point l'absence d'instruments conservés : il explique comment les cordes en boyau nécessitent une incrustation d'os dans le chevalet afin d'éviter la perte d'énergie et que cette action se passe d'étouffoirs.
L'inventaire des biens de Jean-Sébastien Bach fait état de deux luths-clavecins (Lauten Werck). L'un d'eux pourrait être celui fabriqué par Hildebrandt et attesté par Agricola. L'autre pourrait être un instrument plus ancien, car d'autres indications montrent que Bach s'est intéressé au luth-clavecin pendant plusieurs décennies.
Bach a composé quelques pièces destinées au luth ou au clavecin, comme le prélude pour luth BWV 999, le prélude fugue et allegro BWV 998 pour luth ou clavecin et d'autres encore.

## Discographie
- J.S. Bach, Œuvres pour luth-clavecin - Robert Hill (28-30 septembre 1998, Hänssler Classic vol. 109) (OCLC 705291480)
- J.S. Bach, Musique pour luth-clavecin - Elizabeth Farr (août 2007, 2 CD Naxos) (OCLC 937892714)
- J.S. Bach, Lautenclavier - Peter Waldner (18 février 2007, ORF) (OCLC 758654307) — avec DVD en allemand, film de Bernhard Trebuch : Bachs Lautenclavier.
- J.S. Bach, Œuvres pour clavecin-luth, Olivier Baumont (2012, Label Loreley/Distribution Harmonia Mundi) (OCLC 1040884978)
- J.S. Bach, Partitas BWV 825-830, Wolfgang Rübsam, clavecin-luth (2022, Brilliant Classics 96464)
- J.S. Bach, Suites françaises BWV 812-817 & Suite BWV 996, Wolfgang Rübsam, clavecin-luth (2020, Brilliant Classics 96227)